# Stick Around
The Paperhanger's Helper è un cortometraggio muto del 1925 con Oliver Hardy.
È uno dei tanti cortometraggi in cui già si comincia a caratterizzare il ruolo di Hardy, cioè quello del grassone combinaguai.

## Trama
Ollio dirige una piccola impresa di carta da parati, ma ha un aiutante pasticcione che pensa solo alle belle donne. Un giorno è chiamato ad arredare una lussuosa casa dove il suo aiutante tombeur incontra la ragazza dei suoi sogni. Non mancano i pasticci con il carro pieno zeppo di carta da parati, sia durante il viaggio per dreada, che durante il lavoro in casa.